# Edgar de Kergariou
Le marquis Edgar Marie Louis Auguste de Kergariou est un homme politique français né le 26 décembre 1884 dans le 8e arrondissement de Paris et décédé le 1er août 1948 dans le 7e arrondissement de Paris.

## Biographie
Militaire de carrière, Edgar de Kergariou prend part à la Première Guerre mondiale. Il termine sa carrière au grade de lieutenant-colonel, décoré de la Croix de guerre 1914-1918 et de la Légion d'honneur.
Sa retraite prise, il entreprend une carrière politique. Il est élu maire de Lannion en 1929 sous les couleurs des Radicaux indépendants. Il occupera cette magistrature jusqu'en 1943. 
En 1938, il se présente aux élections sénatoriales, affrontant pas moins de quarante-huit candidats. Élu au troisième tour de scrutin, il rejoint le groupe centriste de l'Union démocratique et radicale. Il participe à la Commission des travaux publics et à la Commission de l'air. Fondateur et président du syndicat départemental d'électrification, il côtoie de nombreux élus du département et de Saint-Brieuc.
Il vote le 10 juillet 1940 en faveur de la remise des pleins pouvoirs au maréchal Pétain. Avec des notables conservateurs et régionalistes, il remet au Maréchal un projet de loi en faveur de la langue et de la culture bretonnes. En 1941, il est nommé à la commission administrative puis, deux ans plus tard, au conseil départemental. Quelques mois plus tard, il est nommé ambassadeur à Sofia, en Bulgarie, où il entre en fonction le juillet 1943.

## Sources
- « Edgar de Kergariou », dans le Dictionnaire des parlementaires français (1889-1940), sous la direction de Jean Jolly, PUF, 1960 [détail de l’édition]
- Hervé Le Boterf, La Bretagne dans la guerre: 1942-1943-1944, Éditions France-Empire, 1984